# Jeviněves
Jeviněves (en allemand : Jeniowes) est une commune du district de Mělník, dans la région de Bohême-Centrale, en Tchéquie. Sa population s'élevait à 226 habitants en 2020.

## Géographie
Jeviněves se trouve à 11 km au sud-est de Roudnice nad Labem, à 11 km à l'ouest de Mělník et à 31 km au nord-nord-ouest de Prague.
La commune est limitée par Černouček au nord-ouest, par Horní Beřkovice au nord, par Spomyšl à l'est, par Vraňany au sud et par Ledčice à l'ouest.

## Histoire
La première mention écrite de la localité date de 1374.